# Sybille Niox-Château
Sybille Niox-Château (19 oktober 1969) is een tennisspeelster uit Frankrijk. Zij is een dochter van Nicole Niox-Château.
Tussen 1986 en 1993 speelde zij op Roland Garros. In 1991 kwam zij samen met landgenote Nathalie Housset tot de tweede ronde in het vrouwendubbelspel.
Niox-Château is getrouwd met de Franse tennisspeler Jean-Philippe Fleurian. 